# ConTeXt
ConTeXt, in Eigenschreibweise {\displaystyle \mathrm {ConT\!_{\displaystyle E}\!Xt} }, ist eine Text- und Dokumenten-Auszeichnungssprache bzw. ein Dokumentenformat. Es basiert auf dem Textsatzsystem TeX, wobei es aber eine von dessen Weiterentwicklungen, früher pdfTeX oder XeTeX (ConTeXt Mark II), aktuell LuaTeX (ConTeXt Mark IV) oder LuaMetaTeX (ConTeXt LMTX) als „Engine“ (Interpreter) benötigt.

## Funktion
ConTeXt ist – im Gegensatz zum anderen großen, älteren TeX-Makropaket LaTeX – monolithischer aufgebaut, dementsprechend gibt es nur wenige zusätzliche Module. Beispielsweise sind TeX-basierte Vektorgrafiken durch MetaFun, einen Nachfolger von MetaPost, vollständig in ConTeXt integriert.
ConTeXt legt einen Schwerpunkt auf die Unterstützung des PDF-Formats und ist in der Lage, eine interaktive PDF-Datei mit hoher Komplexität sowie eine Papierversion desselben Dokuments direkt zu erzeugen. Alle Querverweise werden automatisch zu Hypertext-Links umgewandelt. Solche Dokumente können angesehen und mit einem PDF-Reader gesteuert werden. ConTeXt kann sämtliche Navigationselemente zur Verfügung stellen, die ohne Programmierung aktiviert werden können. Dadurch bekommen die elektronischen Versionen von Dokumenten einen hohen Nutzen für Bildungszwecke.
Zudem enthält ConTeXt einige Perl-Hilfsskripte wie TeXutil und TeXexec.

## Entwicklung
Das System wurde 1990 von Hans Hagen und Ton Otten von der niederländischen Firma PRAGMA Advanced Document Engineering (Pragma ADE) geschaffen. Seitdem wird es hauptsächlich von Hans Hagen weiterentwickelt.

### Mark II, Mark IV und LMTX
Es gibt derzeit (2020) die folgenden Entwicklungszweige:
- ConTeXt Mark II (.mkii) gilt als stabile, eingefrorene Version. Sie nutzt pdfTeX und XeTeX.
- ConTeXt Mark IV (.mkiv/.mkvi) ist in aktiver Entwicklung und basiert auf LuaTeX. Obwohl der Code von Mark IV drastische Änderungen enthält, ist Mark IV in vielen Punkten abwärtskompatibel mit Mark II.
- ConTeXt LMTX (.mkxl/.mklx) basiert auf LuaMetaTeX, einer minimalistischen LuaTeX-Variante.[3]

Dateien mit der Endung .mkvi oder .mklx passieren einen Filter, um benannte Funktionsparameter zu unterstützen, statt den bei TeX üblichen numerischen.

## Codebeispiel
Das Erstellen von ConTeXt-Dokumenten ist einfach: Schreiben von datei.tex und Kompilieren mit context. Nachfolgend ein Beispiel, das zum abgebildeten PDF-Dokument führt:
| Quelltext eines ConTeXt-Dokuments | Ausgabe des Dokuments |
| --- | --------------------- |
| \setupoutput[pdftex] \setupbodyfont[plr,11pt] \mainlanguage[de] \language[de] \enableregime[utf] \setuphead[title][style={\ss\bfd}, % hier wird das Aussehen des Titels definiert before={\begingroup}, after={Hans Wikipedianer\bigskip\endgroup}] \starttext \title{\ConTeXt} \section{Text} Genau so wie \LaTeX{} macht es auch \ConTeXt{} einfach, den Text durch eine Abschnittsnummerierung sowie durch Verweise auf Tabellen, Zeichnungen und andere Elemente zu gliedern. So kann man ganz einfach auf Gleichung \in[eqn:gleichung100] verweisen. \section{Mathematik} Die folgende Gleichung stellt die Möglichkeiten von \ConTeXt{} auf dem Gebiet mathematischer Formeln dar. Gleichungen können automatisch nummeriert werden. \placeformula[eqn:gleichung100] \startformula E = mc^2 \stopformula worin \placeformula[eqn:gleichung200] \startformula m = \frac{m_0}{\sqrt{1-\frac{v^2}{c^2}}} \stopformula ist. \stoptext |                       |